# Ravalpindi
Ravalpindi (urdu: راولپنڈی) nagyváros Pakisztánban, a főváros Iszlámábád közelében a Potvar-fennsíkon, Pandzsáb tartományban. A pakisztáni hadsereg főhadiszállása, Iszlámábád felépítése előtt (1960-as évek) Pakisztán fővárosa. A mai főváros reptere, az Iszlámábád nemzetközi repülőtér tulajdonképpen Ravalpindiben van. A város déli részén található a Dhamial Army Airbase katonai repülőtér.
Ravalpindi 250 kilométerre északnyugatra helyezkedik el a tartományi főváros Lahorétól. Ravalpindi kerület közigazgatási központja. A város lakossága 2006-os becslés szerint megközelíti a 3,04 milliót.

## Története
A város brit hódítása 1849-ben kezdődött, majd 1851-ben állandó brit katonai helyőrség létesült itt. Az 1880-as években elkezdtek egy vasútvonalat építeni, mely 1886. január 1-jén kezdte meg működését. A vasúti kapcsolat révén a britek Ravalpindiben rendezték be az Északi Parancsnokság főhadiszállását, és ennek révén az itt lévő angol támaszpont Brit India legnagyobb helyőrsége lett.
1951-ben Ravalpindiben gyilkolták meg Pakisztán első választott miniszterelnökét, Liakvat Ali Kánt. 2007 végén itt lett merénylet áldozata Benazir Bhutto elnökjelölt, kétszeres miniszterelnök.
Jelenleg Ravalpindiben működik a pakisztáni hadsereg és légierő parancsnoksága.

## Lakói
A városban 2006 januárjában 70,5% volt az analfabéták aránya. Ravalpindiben pastuk, pandzsábok élnek.
A lakosság döntő többsége iszlám vallású. A legjelentősebb mecsetek a városban a Jamia, Raja Bazaar, Eid Gah mecsetek. Jelentősebb vallás még a kereszténység, hinduizmus és a szikhizmus.

## Éghajlat
Az évi csapadék mennyisége 910 mm. A nyári hónapokban a hőmérséklet akár az 50 °C-ot is elérheti, míg télen nem süllyed 0 °C alá.

## Látnivalói
A városban számos hotel, étterem, klub, múzeum és park található. Az Ayub Nemzeti Park az ország legnagyobb parkja is a város környékén található.
A város két legnagyobb utcája a Grand Trunk Road és a Murree Road. A két legnagyobb bazár a Raja- és a Saddar-bazár. Az előbbi az óvárosban, míg az utóbbi az óváros és a Grand Trunk Road között található.
Az óvárosban több mecset és buddhista szentély található.
Ravalpindiben működik a Pakisztáni Katonai Múzeum.
1992-ben egy krikettstadiont építettek, amely 15 000 fős.

## Közlekedés

### Vasúti
A város legnagyobb vasúti pályaudvara Saddar városrészben található, melynek épületét a brit kormányzat építtette az 1880-as években. Ravalpindiből vasúttal el lehet jutni Lahorba, Hyderabadba, Karacsiba, valamint a jelentősebb pakisztáni nagyvárosokba.

### Közúti
Ravalpindi főútja a Murree Road. Ez az út nyugat-keleti irányban szeli át a várost. Ez az egyik legforgalmasabb útszakasz Pandzsáb tartományban. A várost szinte az összes jelentősebb észak-pakisztáni nagyvárossal közvetlen közúti összeköttetés kapcsolja össze.
Ravalpindit két nagy (hatsávos) autópálya érinti: az M1-es (Iszlámábádból Pesavarba), valamint az M2-es (Lahorból Iszlámábádba). Ezeket az utakat az 1990-es években fejezték be.
A város tömegközlekedésére jellemző a taxi, a busz, a minibusz és a riksa.

### Légi
Az Iszlámábádi nemzetközi repülőtér közigazgatásilag Ravalpindi területén helyezkedik el. A repülőtérről 25 légitársaság üzemeltet belföldi és nemzetközi járatokat egyaránt. A várostól 25 kilométerre egy új repülőtér építése van folyamatban.

## Kultúra, oktatás
A város Pakisztán egyik művészeti központja, több múzeum és művészeti galéria is működik itt:
- Lok Virsa
- Pakistan Museum of Natural History (A pakisztáni történelem múzeuma)
- The Army Museum (A hadsereg múzeuma)
- Idara Saqafat-e-Pakistan

Ravalpindi jelentős felsőoktatási központ, a városban működő jelentősebb egyetemek és főiskolák:
- Army Public College Of Management & Sciences (APCOMS)
- Barani Institute Of Information Technology
- Fatima Jinnah Women's University
- Foundation University
- Islamic International Medical College (IIMC)
- National University of Science and Technology
- Rawalpindi Medical College
- University of Arid Agriculture (UAAR)
- Virtual University of Pakistan

## A város szülöttei
- Balraj Sahni (* 1913), indiai filmrendező
- Muniruddin Ahmed (* 1934), pakisztáni író
- Robbie Brightwell (* 1939), brit könnyűatléta
- Shoaib Akhtar (* 1975), pakisztáni krikettjátékos